# Noszkay Aurél
Noszkay Aurél (Budafok, 1900. november 2. – Budapest, 1987. január 9.) orvos, urológus, sebész, címzetes egyetemi tanár.

## Családja
Apja Noszkay János sörgyári tisztviselő, anyja Kubik Vilma, felesége Springer Irén (1903–1976), Mensáros László édesanyjának a húga volt.

## Tanulmányai
Érsekújvárott érettségizett 1918-ban. A Pázmány Péter Tudományegyetemen szerzett általános orvosi oklevelet 1923-ban. 1924-től a debreceni sebészeti klinikán Hüttl Tivadar mellett szerzett sebész műtőorvosi képesítést. Urológus sebészi szakorvosi vizsgát tett 1930-ban, a húgyszervi betegségek műtéttana tárgykörben magántanári képesítést szerzett 1947-ben. Az orvostudományok kandidátusa lett addigi tevékenységéért 1952-ben, majd az orvostudományok doktora (1956-ban).

## Élete, munkássága
A budapesti Szent Rókus Kórház II. sz. Sebészeti Klinika segédorvosaként kezdett dolgozni 1926-ban, a budapesti Szent János Kórház Urológiai Sebészeti Osztályának alorvosa (1928), majd klinikai adjunktusa 1930-tól. Az Országos Tisztviselői Betegsegély Alap (OTBA) Rendelőintézetének urológus főorvosa 1934 és 1943 között, közben Berlinben tett hosszabb tanulmányutat (1930). Hazatérve Illyés Géza urológus mellett dolgozott. A budapesti Szent János Kórház Urológiai Sebészeti Osztályának, illetve Urológiai Osztályának osztályvezető főorvosa 1943 és 1974 között, nyugdíjas tanácsadója 1974-től. A Pázmány Péter Tudományegyetem, ill. a BOTE magántanára (1947–1951).
Munkássága rendkívül szerteágazó, az urológia majd minden területére kiterjedt. Számos műtéti megoldást ő vezetett be hazánkban elsőként, így különösképpen az urológiai működést helyreállító plasztikai műtéteket. Doktori értekezése is ezzel foglalkozik, melyben az urológia és a nőgyógyászat határterületein új módszereket fejleszt ki és mutat be. Az urogenitális daganatos betegségek megítélésében és kezelésében, elsősorban a daganatok radikális sebészi eltávolításában jelentős tapasztalatra tett szert, melyeket állásfoglalásaiban foglalt össze. Nemzetközileg is az elsők között oldott meg műtéti úton húgyhólyagrákot bőrbeültetéssel, elsők között végzett prosztatektómiát és ureteroenterosztomiát.
Országgyűlési képviselő (Budapest, 1958–1967; Budapest XII. kerület [37. sz. választókerület], 1967–1971; Budapest XII. kerület [38. sz. választókerület] 1971–1975).
Az Országos Orvosetikai Bizottság elnöke (1971-től).

## Tudományos tevékenysége
Sebészi, urológiai tevékenységével összefüggésben az 1930-as 1940-es években tanulmányok sorát írta, melyek nemzetközileg is elismert folyóiratokban jelentek meg, német és angol nyelven.

## Elismerései
- Kiváló orvos (1956)
- Állami Díj (1965)
- Munka Érdemrend (1960; arany, 1970)
- Felszabadulási Jubileumi Emlékérem (1970)
- A Munka Vörös Zászló Érdemrendje (1975)
- Szocialista Magyarországért Érdemrend (1980)
- Illyés Géza-emlékérem

## Emlékezete
Évtizedeken át volt Illyés Gyula kezelőorvosa, a költő naplójában is megemlékezett róla. Tiszteletére a Magyar Urológusok Egyesülete Noszkay Aurél-emlékérmet alapított, s nevét vette fel a Noszkay Aurél-alapítvány (az urológiai rosszindulatú daganatos betegekért). Halálának 10. évfordulóján a Szent János Kórházban emléktábláját is felavatták, és Noszkay Aurél-emlékkönyvet jelentettek meg (1997-ben; a kórház területén utcát is elneveztek róla). A Farkasréti temetőben nyugszik.